# سلمى كيكويتي
سلمى كيكويتي (بالإنجليزية: Salma Kikwete)‏ (من مواليد 30 نوفمبر 1963) معلمة وناشطة وسياسية تنزانية كانت السيدة الأولى لتنزانيا في الفترة من 2005 إلى 2015 كزوجة للرئيس التنزاني جاكايا كيكويتي.
عملت سلمى كيكويتي في الأصل كمدرسة لأكثر من عشرين عامًا. في عام 2005، أطلقت الحكومة حملة وطنية للاختبار الطوعي لفيروس نقص المناعة البشرية / الإيدز في دار السلام. كانت سلمى كيكويتي وزوجها من بين أول من تم اختبارهم في البلاد.
حتى عام 2009، كانت نائبة لرئيس المنطقة الشرقية لمنظمة السيدات الأفريقيات الأوائل ضد فيروس نقص المناعة البشرية / الإيدز (OAFLA).
وفي عام 2012، أصبحت السيدة الأولى سلمى كيكويتي، والرئيس فستوس موغاي والشخصيات العشر الأخرى الأفريقية في شراكة مع اليونسكو وبرنامج الأمم المتحدة المشترك لدعم التزام شرق وجنوب أفريقيا بشأن الوقاية من فيروس نقص المناعة البشرية والصحة الجنسية للشباب، الذي تم إطلاقه في نوفمبر 2011.
أسست كيكويتي أيضًا منظمة Women in Development، وهي منظمة غير ربحية تعزز التنمية بين النساء والأطفال.
بعد أكثر من عام على ترك زوجها منصبه، تم تعيين سلمى كيكويتي في مقعد في الجمعية الوطنية من قبل الرئيس جون ماجوفولي في 1 مارس 2017.